# Дмитриј Леонидович Хорват
Дмитриј Леонидович Хорват (рус. Дми́трий Леони́дович Хорва́т ), је био руски генерал-потпуковник и железнички инжењер који је током своје каријере радио и водио различите делове железнице Руског царства. Током грађанског рата у Русији постао је један од вођа Белог покрета, преузимајући контролу над Кинеском источном железницом.

## Биографија

### Рани живот и каријера
Дмитриј Хорват је рођен у Кременчугу, Кременчушки округ, Полтавска губернија, Руско царство, 25. јула 1859. године у породици наследних племића Херсонске губерније. Отац му је био магистратски судија Леонид Николајевич Хорват, праунук генерала Јована Хорвата, који је основао Нову Србију. Његова мајка је била бароница Марија Пилар фон Пилхау, једна од ћерки генерала Карла Пилара фон Пилхауа и праунука фелдмаршала Михаила Кутузова.
Године 1875. ушао је у Николајевску инжињеријску школу, коју је завршио 1878. године у првој категорији и у чину потпоручника, и распоређен је у „Саперски батаљон спасиоца”. Учествовао је у Руско-турском рату 1877–78, служећи од маја до септембра 1878. у селу Стефано, редовно одлазећи на службена путовања у инжињерски део да однесе барут, електричне кочије и другу опрему у град Рушчук и другим градовима.
Октобра 1881. положио је пријемне испите и уписао се у млађи разред Николајевске инжењерске академије, одакле је две године касније избачен због „домаћих прилика“. Враћао се у свој батаљон и радио као предавач у тиму за обуку у батаљону.

### Железничка служба
У марту 1885. Хорват је унапређен у поручника, а у јуну је распоређен на изградњу Транскаспијске војне железнице, након што је постављен на положај службеника на посебним задацима код генерала Михаила Аненкова, начелника за изградњу путева. Транс-Каспијска војна железница је позната по томе што је постала прва железница на свету, изграђена у растреситом пешчаном подручју. Њена изградња је првобитно била намењена за стратешке потребе војног ресора Руске империје, али је 1899. године препуштена цивилном Министарству железница.
Полагање горњег устројства пруге извршила су два железничка батаљона. Како је изграђен пут и отворене станице, све послове у служби рада железнице, као што је поправка колосека, обављали су и припадници ових батаљона: официри, подофицири и редови. Хорват је, као референт за посебне задатке управника изградње, морао да обавља послове предрадника, путујућег предрадника, па чак и инжењера локомотиве да би у најкраћем року завршио и извео рад железничког колосека.
Због свог природног талента и изузетних сервисних квалитета, брзо се преселио у службу, заузео низ радних места. Године 1889, када је изграђена железничка пруга до града Самарканда, постављен је за шефа оперативне даљине Самаркандске деонице Транскаспијске војне железнице а априла 1889. унапређен је у чин штаб-капетана, а 1894. године унапређен је у капетана.
Године 1895. распоређен је у Усуријски крај, за изградњу усуријске железнице, као начелник 1. усурског батаљона.
У мају 1898. унапређен у пуковника. Септембра 1896. именован је за шефа железнице Јужног Усурија, остављајући своју претходну функцију. У априлу 1899. постао је вршилац дужности шефа Транскаспијске железнице. Новембра 1902. добио је понуду да преузме место управника тадашње „Кинеске источне железнице” (КИЖ). Године 1903. постао је шеф грађевинарства, затим је до 27. априла 1918. унапређен у управника ЦЕР-а. Радио је под министром финансија као шеф одељења задуженог за КИЖ.
Године 1904. унапређен је у чин генерал-мајора, а стаж је добио 26. новембра 1906. за одликовање. 6. децембра 1911. унапређен је у чин генерал-потпуковника, а стаж је добио 26. новембра 1912. за одликовање.

### Руски грађански рат
После Фебруарске револуције 1917. Хорват је постао комесар привремене владе за КИЖ.
После Октобарске револуције 1917. КИЖ је још увек био у пуном реду, а живот је генерално био стабилан. Људи су веровали да док је Хорват ту, сви ће бити заштићени од недаћа. Подручје око КИП-а постало је познато као „Срећна, благословена Хорватија“. Међутим, због колапса централне власти у Русији ова област је била ефективно независна, препуштена сама себи.
Генерал Хорват није дуго пристајао на опште убеђивање да на себе преузме тежак терет вршења ауторитета врховне власти, али је 10. јула 1918. попустио, проглашавајући се привременим владаром до повратка руског националног суверенитета. Вршилац дужности управника КИЖ-а од 28. априла 1918. до 5. новембра 1920. године био је бивши шеф службе за вучу путева, инжењер Василиј Лачинов. На овом високом месту остао је до 13. септембра 1918. године, када је, после дугих и тешких преговора, признао Привремену сибирску владу. Пренео је своја суверена овлашћења на Привремену владу, дајући оставку на место привременог владара и оставши као високи комесар за Далеки исток. Одрекнувши се титуле Привременог врховног владара, постао је врховни комесар на Далеком истоку, уз потчињеност свих трупа и војних флотила које се налазе у региону. Задржао је власт након што је у граду Уфи формирана Привремена сверуска влада, а након што је власт прешла на врховног владара, адмирала Александра Колчака.
Дана 31. августа 1919. године, именовањем генерала Розанова за начелника Амурске области, генерал Хорват се вратио из Владивостока у Харбин. Тамо је остао на челу администрације огромне територије железничке линије отуђења све док се није појавио Карахански манифест, у којем је бољшевичка влада препустила руска права над КИЖ-ом Кини.

### Емиграција
Након што је Карахански манифест дат Кини, Хорват се повлачи са железнице и 1920. одлази у Пекинг, где се бави политичким и друштвеним активностима. Од 1921. до 1924. служио је као саветник Друштва кинеске источне железнице у Пекингу, а од 1924. био је председник Одељења Руског свевојног савеза у Кини. Ту је остао до своје смрти, као званично признати поглавар руске емиграције на Далеком истоку. Неуморно је радио на заштити права емиграната и уређивао њихово благостање.
Сахрањен је крај једног од зидова цркве Свих Светих мученика у Пекиншкој духовној мисији.

## Војни чинови
- Ступио у службу (01.09.1875.);[5]
- Подофицир— подпрапоручник (16. април 1878);
- Потпоручник (11. мај 1879);
- Поручник (24. март 1885);
- Штабски капетан (6. април 1889);
- Капетан (30. август 1894);
- Пуковник (17. мај 1896);
- Генерал-мајор (26. новембар 1906);
- Генерал-потпуковник (26. новембар 1912).

## Награде
- Орден Светог Станислава, 3. класе (1889);
- Орден Свете Ане, 3. класе (1893);
- Орден Светог Станислава, 2. класе (1895);
- Орден Свете Ане, 2. класе (1899);
- Орден Светог Владимира 3. класе (1902);
- Орден Светог Станислава, И класе (1905);
- Орден Свете Ане, 1. класе (1905);
- Орден Светог Владимира 2. класе (1910);
- Орден белог орла (1915).

Инострана признања:
- Златна звезда Ордена племените Бухаре 2. класе (1892);
- Туниски официрски крст Орден славе (Тунис) (1897);
- Пуски Орден Круне (Пруска), 2. класе (1900);
- Златна звезда Ордена племените Бухаре 1. класе (1901).

## Белешке
1. ↑  енгл.
2. ↑  рођен 25. јула [по јулијанском 13. јула] 1859.

### Извор
- Volkov, E. V.; Egorov, N. D.; Kuptsov, I. V. (2003). Белые генералы Восточного фронта Гражданской войны: Биографический справочник [Бели генерали источног фронта грађанског рата: биографска референца] (на језику: руски). Moscow: Russian Way. ISBN 978-5-85887-169-9. OCLC ocm56677883.